# 天空之蜂
《天空之蜂》（日语：天空の蜂）是日本作家東野圭吾的長篇推理小說。1995年由講談社發行單行本，1997年11月發行了講談社Novels版，1998年11月發行講談社文庫版。法文版譯名《La Prophétie de l'Abeille》（蜜蜂的預言）。
本作是東野圭吾迄今為止寫過最花心思的作品。內容談及核電廠、快滋生反應爐、自衛隊和直升機，使用多種專業術語。恐怖攻擊引發時各相關的職責與控管，還有單位與單位間的調度，格局相當龐大與深入。

## 書籍出版資訊
| 出版社       | 出版日期       | 格式   | 頁數  | ISBN                   | 譯者   |
| ------------ | -------------- | ------ | ----- | ---------------------- | ------ |
| 講談社       | 1995年11月15日 | 單行本 | 497頁 | ISBN 978-4-06-207704-0 | 不適用 |
| 講談社       | 1997年11月5日  | 新書判 | 459頁 | ISBN 978-4-06-181989-4 | 不適用 |
| 講談社       | 1998年11月13日 | 文庫本 | 632頁 | ISBN 978-4-06-263914-9 | 不適用 |
| 皇冠文化     | 2013年2月4日   | 平裝書 | 432頁 | ISBN 978-957-332-969-5 | 王蘊潔 |
| Actes Sud    | 2013年4月27日  | 平裝書 | 384頁 | ISBN 978-233-001958-7  |        |
| 南海出版公司 | 2015年2月17日  | 平裝書 | 392頁 | ISBN 978-754-427522-4  | 王維幸 |

### 改編漫畫
2015年9月8日講談社出版，由猫田ゆかり作畫，全2卷
- 上卷：ISBN 978-4-06-354587-6
- 下卷：ISBN 978-4-06-354588-3

## 書籍評價
- 1996年 第17屆「吉川英治文學新人獎」 候補

## 軼聞

### 寫作歷程
- 「如果有人問迄今為止寫過的作品中哪本最花心思，大概我會說是這一本吧。有了靈感之後，取材用了三年，寫作又用了一年。」　－東野圭吾[1]
- 「我去了許多地方，訪問了許多人，其中包括核能發電的相關人士、反對核能發電的人、研究直升飛機的科學家、自衛隊、警员等等。取材的難點在於涉及到很多不能對外公開的方面。」　－東野圭吾[1]

### 原作與現實相違
- 「書中出現的大型直升機BIG B在現實中並不存在，為了把這個虛構的飛機編得合情合理，我著實下了一番功夫。」　－東野圭吾[1]
- 「關於無人直升機救援孩子的方法，也是自衛隊空中救援隊的隊員幫我想出來的。」　－東野圭吾[1]

## 故事簡介
恐怖份子奪去了即將要移交給自衛隊的超大型直升飛機「大B」。滿載炸藥的直升飛機通過遙遠操縱飛向位於福井縣的快滋生反應爐。之後恐怖分子更向日本政府寄去恐嚇信，內容是「破壞現在正在運作和建設中的核電廠，否則將使直升機墜落在新陽上」的驚人信息。此外，直升機上除了炸藥，還有一名原本不該在上頭的九歲男童。政府若不在直升飛機燃料耗盡前作出決定，直升飛機亦會墜落。在緊迫的時間中，在空中救出孩童的行動能否成功？政府面對要脅之下會作出如何的決定？

## 登場人物
湯原 一彰（Yuhara Kazuaki）
錦重工業員工，被搶奪的直升機的開發負責人。
湯原 篤子（Yuhara Atsuko）
湯原 高彥（Yuhara Takahiko）
湯原一彰的妻子與兒子。
山下（Yamashita）
湯原的同事。
山下 真知子（Yamashita Machiko）
山下的妻子。
山下 惠太（Yamashita Keita）
山下的兒子。
偷偷溜進直升機內的時候發生了遙控奪取事件，被恐怖份子控制的飛機將獨自一人的他一起帶走
中塚 一實（Nakatsuka Kazumi）
快滋生反應爐「新陽」的所長。
佐久間（Sakuma）
福井縣消防本部特殊災害課長。
今枝（Imaeda）
福井縣警警備部長。
室伏 周吉（Murofushi Shyuukichi）
福井縣警的警察。
上条 孝正（Kamijyou Takamasa）
航空自衛隊救難員2等空曹。
三島 幸一（Mishima Kouichi）
和湯原同一間公司的核動力技術人員。
雑賀 勛（Saika Isao）
原自衛隊員，真名佐竹。

## 電影
2014年6月14日開拍，8月上旬拍攝完畢，2015年9月12日於日本上映。2016年1月8日於臺灣上映，此外，原作與電影當中情節部分和2011年3月的「福岛第一核电站事故」相似，引人熱議。

### 主演
- 江口洋介
- 本木雅弘

### 其他演員
- 仲間由紀惠
- 綾野剛
- 向井理
- 永瀨匡
- 柄本明
- 國村隼
- 石橋蓮司
- 竹中直人
- 佐藤二朗
- 光石研
- 落合扶樹（日语：落合扶樹）
- 矢部享祏（日语：矢部享祏）
- 松島花（日语：松島花）

### 製作人員
- 原作：東野圭吾《天空之蜂》（講談社）
- 導演：堤幸彥
- 劇本：楠野一郎
- 音樂：理查・普林（Richard Pryn）
- 製作公司：Office Crescendo Inc.
- 企劃發行：松竹
- 製作：「天空之蜂」製作委員会

### 獎項
- 第40回報知電影獎最佳導演：堤幸彥[5]

## 外部連結
書籍
- （日語）

電影
- 天空之蜂 - 電影官方網站（日語）
- 天空之蜂 - 松竹電影製作（日語）
- 天空之蜂的Facebook專頁（日語）
- 天空之蜂 - allcinema（日語）
- 天空之蜂 - KINENOTE（日語）
- 天空之蜂 - 映画.com（日語）
- 天空之蜂 - Movie Walker（日語）
- 開眼電影網上《天空之蜂》的資料（繁體中文）
- 豆瓣电影上《天空之蜂》的資料 （简体中文）